# МАЗ-5432
МАЗ-5432 — сімейство білоруських сідлових тягачів з колісною формулою 4х2, що випускається на Мінському автомобільному заводі з 1981 року.
В середині 2000-х рр. у автомобілів сімейств МАЗ-5432 (4x2) і МАЗ-6422 (6x4), які є лідерами за обсягом виробництва, провідні мости забезпечили блокуванням міжколісного диференціала, а нова передня вісь тепер витримує навантаження до 7 т і забезпечує кут повороту керованих коліс до 45°.

## Історія

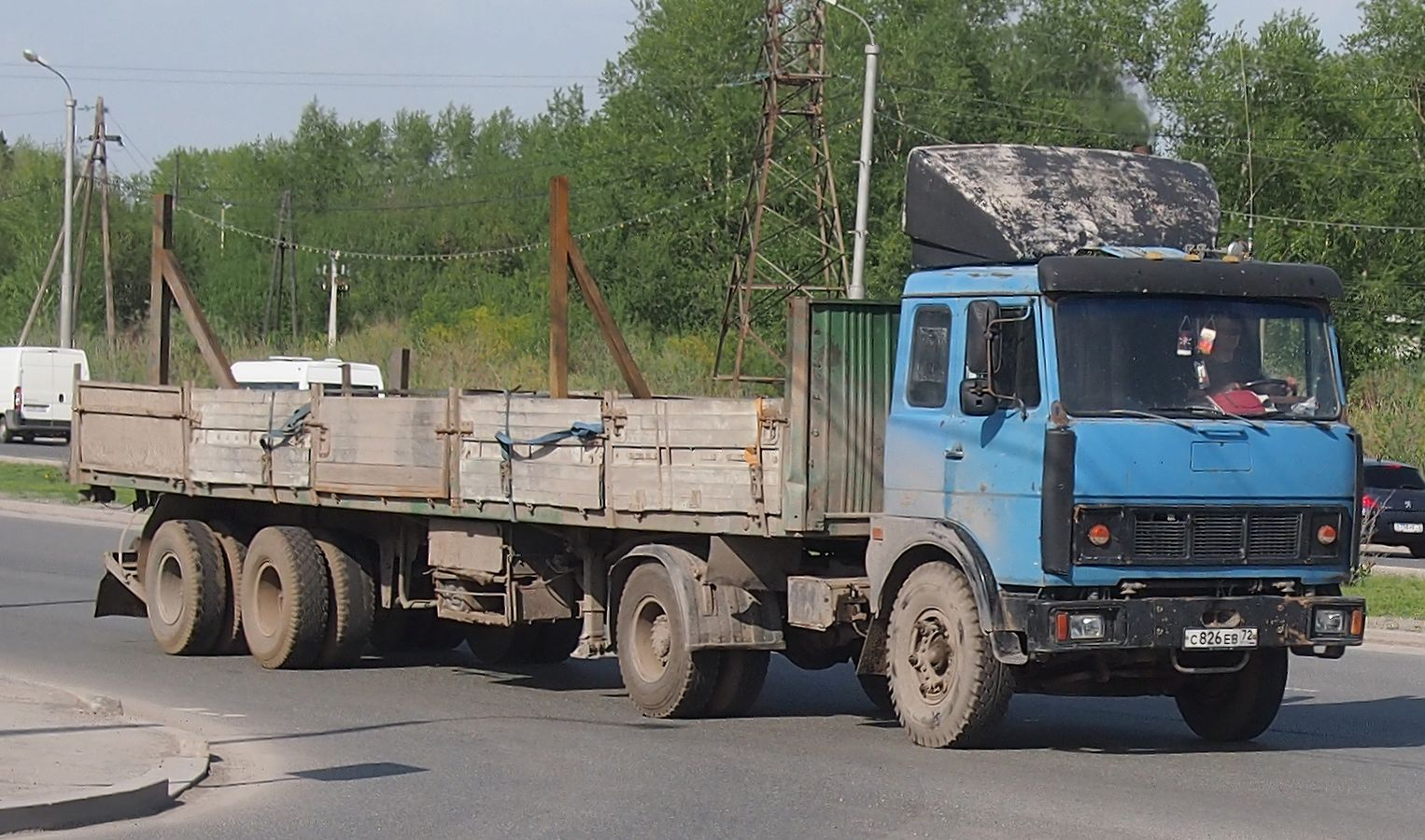
МАЗ-54323

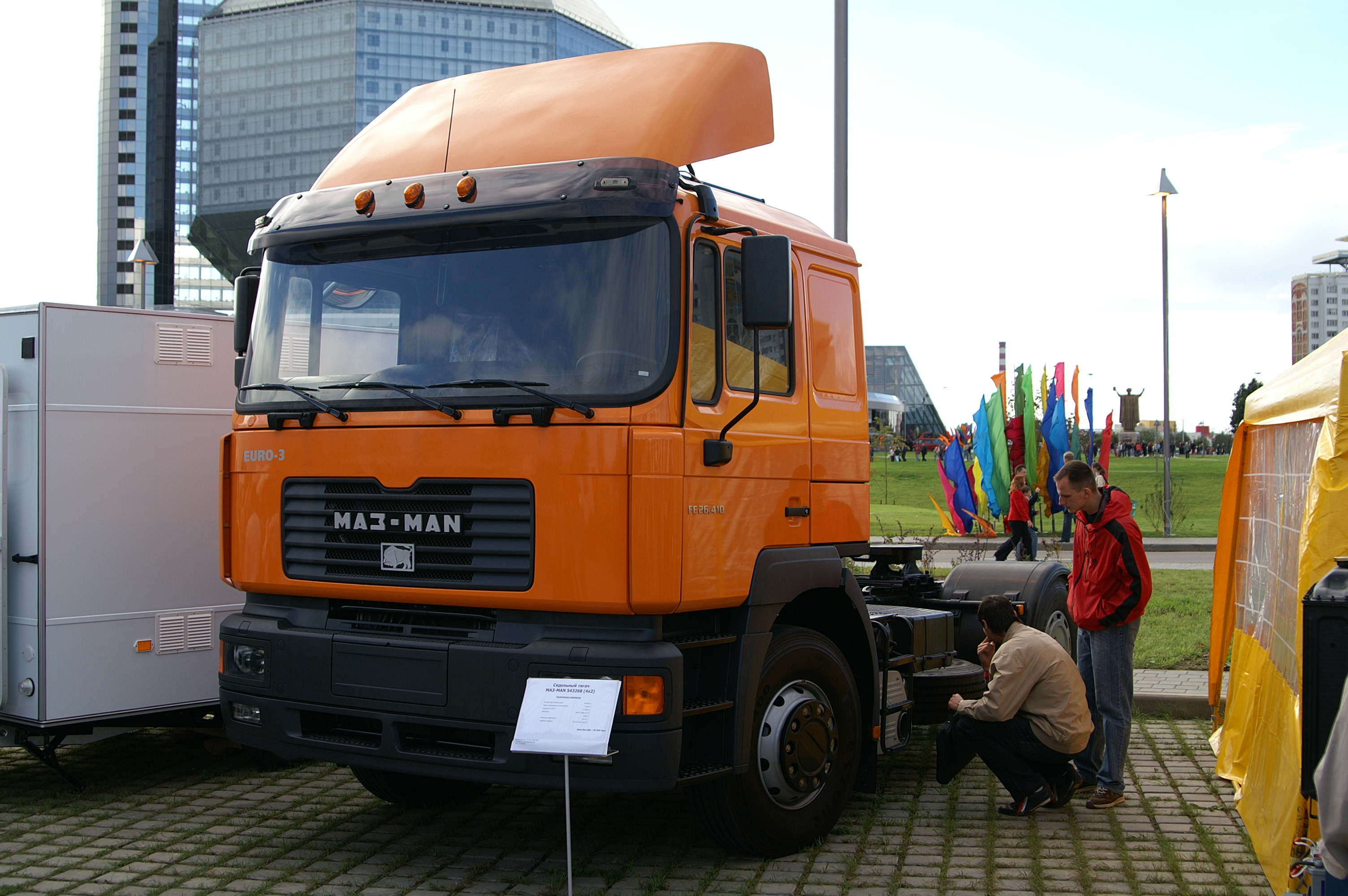
МАЗ-MAN-543268 з кабіною від MAN F2000

19 травня 1981 року на головному конвеєрі був зібраний перший сідловий тягач МАЗ-5432. Автомобіль оснащали двигуном ЯМЗ-238Ф V8 14,86 л потужністю 280 к. с. Вантажопідйомність тягача становила до 21 тонни, повна маса до 34 тонн. Від попередніх моделей автомобіль відрізнявся новою кабіною з більшим спальним відсіком, оснащенням і наявністю поперечного стабілізатора в передній підвісці.
У вересні 1983 року Мінський автомобільний завод нагородили золотою медаллю «Пловдивського ярмарку» за автопоїзд МАЗ-5432 з напівпричіпом МАЗ-9397.
У 1985 році на зміну МАЗ-5432 прийшов сідловий тягач МАЗ-54322 з більш комфортабельною кабіною. У 1988 р. до нього додалася модель МАЗ-54321, що одержала нові двигуни ЯМЗ-8421 і ЯМЗ-8424 потужністю 360 і 425 к. с. У тому ж році розпочалася співпраця з німецькою фірмою МАН (MAN), чиї 360-ти сильні двигуни були вперше встановлені на тягачі МАЗ-54326. Тоді ж почали виготовляти МАЗ-54323 з двигуном ЯМЗ-238Б потужністю 300 к. с.
Перехід до економічних реформ початку 1990-х рр. ознаменувався великими економічними і політичними потрясіннями, які поставили МАЗ на межу катастрофи. Надалі МАЗ зміг відновити сили, модернізувати свої попередні вантажівки і створити їх нове четверте покоління. На них з'явилися захисні огорожі, АБС у приводі гальм, противобуксовочна система ASR. Поряд з російськими двигунами Ярославського і Тутаєвському моторних заводів усе ширше стали використовуватися німецькі двигуни MAN, американські «Каммінс» (Cummins) і навіть англійські «Перкінс» (Perkins). На магістральних тягачах застосовувалися 9-ти східчасті коробки передач ЯМЗ, 12-ти або 16-ти ступінчасті «Ітон» (Eaton) і ЦФ (ZF), електромеханічне блокування диференціалів, комфортабельні кабіни з високим дахом, регульованими сидінням і рульовою колонкою.
Повна маса одиночного автомобіля становить 16-25 т, автопоїзда — до 44 тонн. Новинкою у цій серії став сідловий тягач МАЗ-543208 з новим двигуном ЯМЗ-7511 (400 к. с.).

### МАЗ-MAN
23 жовтня 1998 року на спільному підприємстві «МАЗ-MAN» почала діяти лінія по збірці магістральних тягачів МАЗ-MAN-543265 та МАЗ-MAN-543268 (4x2) з двигунами потужністю 370–410 к.с. для роботи у складі 44-х тонних автопоїздів. Вони базувалися на переобладнаних шасі МАЗ-5432 з дизелями MAN, кабінами від серії «F2000» і 16-ти ступінчастими коробками ZF.

## Модифікації
- МАЗ-5432 — базова модель, оснащувалась дизелем ЯМЗ-238М2, виготовлялась з 1981 по 1985 рр.
- МАЗ-54321 — модифікація з двигунами ЯМЗ-8421 і ЯМЗ-8424 потужністю 360 і 425 к. с., виготовлялась з 1988 р.
- МАЗ-54322 — модернізована версія МАЗ-5432, оснащувалась восьмициліндровим дизелем ЯМЗ-238Ф2 і зміненим оформленням передньої частини, виготовлялась з 1985 по 1988 рр.
- МАЗ-54323 — модернізована версія МАЗ-54322, оснащувалась восьмициліндровими дизелями потужністю від 300 до 330 к. с., виготовлялась з 1988 р.
- МАЗ-543231 — модифікація МАЗ-54323 пристосована для експлуатації в холодному кліматі (-60°С)
- МАЗ-54326 — модифікація з двигуном MAN 360 к. с. і 16-ти ст. КПП.
- МАЗ-54327 — модифікація з двигуном ЯМЗ-238Д потужністю 330 к. с.
- МАЗ-54328 — модифікація з двигуном ЯМЗ-236 потужністю 180 к. с.[5]
- МАЗ-54329 — модифікація з двигуном ЯМЗ-238М2 потужністю 240 к. с.
- МАЗ-543202 — модифікація з двигуном ЯМЗ-236НЕ2 потужністю 230 к. с.
- МАЗ-543203 — модифікація з двигуном ЯМЗ-236БЕ2 потужністю 250 к. с.
- МАЗ-543205 — модифікація з двигуном ЯМЗ-238ДЕ2 потужністю 330 к. с.
- МАЗ-543208 — модифікація з двигуном ЯМЗ-7511.10 потужністю 400 к. с.
- МАЗ-5432С — модифікація для кільцевих гонок вантажівок з двигуном ЯМЗ-8424С потужністю 650–1300 к. с. Ця модель розроблена на основі МАЗ-54322 і брала участь у змаганнях з 1987 по 1992 рр.